# Maksimum og minimum
I matematik er maksimum og minimum henholdsvis det største og det mindste element i en mængde. Maksimum og minimum for en mængde kaldes tilsammen mængdens ekstrema (flertal af ekstremum).  

## Definition
Et element {\displaystyle a} i en partielt ordnet mængde {\displaystyle M} kaldes mængdens største element dersom ethvert element {\displaystyle x} i {\displaystyle M} er mindre end eller lig {\displaystyle a}. Dette kan skrives symbolsk:
{\displaystyle \forall x\in M:x\leq a}
En ordnet mængde kan derfor højst have et største element. Et element {\displaystyle a} i en partielt ordnet mængde {\displaystyle M} siges at være maksimalt dersom der ikke findes noget element {\displaystyle x} i {\displaystyle M} som er større end  {\displaystyle a}. Dette kan skrives symbolsk:
{\displaystyle \neg \exists x\in M:x>a}
En partielt ordnet mængde kan godt have flere maksimale elementer. Hvis mængden er totalt ordnet, er begreberne maksimalt element og største element synonyme, og man siger, at {\displaystyle a} er mængdens maksimum. For en mængde, der ikke har maksimum, kan man i stedet se, om den har et supremum.
Begreberne mindste element, minimalt element, minimum og infimum defineres tilsvarende med den ene forskel at ulighedstegnene er vendt om.

## Funktionsundersøgelse
Ved en funktions ekstrema forstås funktionens mindste og største værdi dersom disse findes. En funktion kan endvidere have lokale ekstremumspunkter, hvor funktionens restriktion til en lille omegn antager en mindste eller største værdi. Hvis (x,f(x)) er et lokalt ekstremumspunkt og funktionen er differentiabel, så er f'(x)=0. Maksimum for en funktion kan derfor findes ved at bestemme funktionens værdi alle steder hvor f'(x)=0 eller hvor funktionen ikke er differentiabel.
Websites hjælper med funktionsundersøgelse
- https://matheguru.com/rechner/kurvendiskussion
- https://funktion.onlinemathe.de
- http://www.thkoehler.de/midnightblue/m_kdb.htm